# Massaga angustifascia
Massaga angustifascia är en fjärilsart som beskrevs av Rothschild 1896. Massaga angustifascia ingår i släktet Massaga och familjen nattflyn. Inga underarter finns listade i Catalogue of Life.